# Grace Van Pelt
Vous êtes invité à donner votre avis sur cette page de discussion, de manière argumentée en vous aidant notamment des critères d’admissibilité ou en présentant des sources extérieures et sérieuses.  
Après avoir apposé le modèle {{Admissibilité}} sur une page, suivez les étapes expliquées sur Wikipédia:Débat d'admissibilité/Aide :
| 1. | Créez la page de débat d'admissibilité.                                                                      | Sauvegardez d’abord la page pour l’initialiser puis indiquez votre motivation.        |
| 2. | Important : ajoutez une entrée dans la section Débat d'admissibilité du jour.                                | Utilisez ce texte : *{{L\|Grace Van Pelt}}                                            |
| 3. | Pensez à informer les contributeurs principaux de la page et les projets associés lorsque cela est possible. | Utilisez ce texte : {{subst:Avertissement débat d'admissibilité\|Grace Van Pelt}}~~~~ |

Grace Van Pelt est un personnage de fiction de la série télévisée américaine Mentalist. Il est interprété par l'actrice Amanda Righetti.

## Biographie
Grace a grandi dans une petite ville de l'Iowa parmi les chevaux. Elle parle très peu de sa famille. Son père était un coach de football, ce qui a relativement influencé sa personnalité. Elle a une cousine médium Yolanda, ce qui lui vaut parfois les questionnements de Jane. 
Grace est la nouvelle recrue du CBI sous les ordres de Teresa Lisbon. Elle travaille en équipe et en collaboration avec Wayne Rigsby, Kimball Cho et Patrick Jane. Elle est aussi spécialisée en informatique. Cependant, par manque d'expérience, Grace doit souvent rester au bureau.

## Personnalité
Grace a un lourd secret, elle ne veut pas que Jane le trouve.
C'est une femme très sensible mais aussi très intelligente, même si elle est parfois un peu naïve. Elle est croyante et sensible au domaine du paranormal. Elle s'accroche parfois avec Jane, qu'elle trouve trop rationnel et trop cynique. Grace est douce, avec un sens moral très fort, et a parfois tendance à juger les gens de manière assez évidente. Cette dernière caractéristique lui vaut parfois d'être mal vue par des personnes relatives à l'enquête que le CBI mène. Elle a l'esprit très vif, et une forte personnalité. C'est une femme discrète qui ne cherche pas à s'afficher, qui n'aime pas les artifices ni les mensonges. Grace est fière, honnête et sensible.

## Relations
Grace fait équipe avec Wayne Rigsby, Kimball Cho et Patrick Jane. Elle s'entend bien avec tous mais est particulièrement proche de Rigsby. Elle prend rapidement conscience de ses sentiments envers lui, mais ne souhaitant pas être entraînée dans une histoire sentimentale avec un collègue de bureau, elle décide d'ignorer ce qu'elle ressent. 
Rigsby, étant follement amoureux d'elle, lui avoue ses sentiments. Elle hésite mais lui avoue finalement les siens. Ils entament une relation au début de la deuxième saison malgré l'interdiction formelle du règlement intérieur du CBI. Cependant, cette proximité professionnelle va aussi les contraindre à devoir se séparer, à la demande de Hightower qui ne tolère pas des équipiers en couple dans un même service du CBI. Grace décide de rompre afin de pouvoir continuer à travailler dans la même unité et pour ne pas avoir le départ de Rigsby sur la conscience. 
Plus tard, Grace aura une relation avec l'agent Craig O'Laughlin qu'elle rencontre au cours d'une formation. Ce dernier se révèle être en réalité une « taupe » du FBI travaillant pour John le Rouge et elle sera obligée de l'abattre.
À la fin de la saison 5, elle et Wayne Rigsby se retrouveront puis se marieront dans la saison suivante. On apprend lors de cette même saison qu'ils ont eu un enfant, Maddie, après le brusque démantèlement du CBI.